# HD 57508
HD 57508，又名BD+81 252，SAO 1194、HR 2797，是一颗恒星，视星等为6.41，位于銀經133.11，銀緯28.47，其B1900.0坐标为赤經7h 16m 27.2s，赤緯+81° 28.47′ 59″。